# Yunus Musah
Yunus Dimoara Musah (* 29. November 2002 in New York City, New York) ist ein US-amerikanisch-englischer Fußballspieler. Der Mittelfeldspieler steht in Diensten der AC Mailand und ist US-amerikanischer Nationalspieler.

## Karriere

### Verein
Geboren in New York City mit ghanaischer Abstammung, zog Musah im Alter von wenigen Monaten mit seinen Eltern nach Italien, lebte in Castelfranco Veneto und begann seine Karriere bei Giorgione Calcio 2000. 2012 zog er nach London und trat der Jugendakademie des FC Arsenal bei.
Im Sommer 2019 wurde Musah vom FC Valencia verpflichtet und wurde der Reservemannschaft in der Segunda División B zugewiesen. Zu Beginn der Saison 2020/21 wurde Musah in die erste Mannschaft von Valencia befördert. Er debütierte am 13. September 2020 in La Liga bei einem 4:2-Heimsieg gegen UD Levante, im Alter von 17 Jahren und acht Monaten war er der jüngste Spieler, der für den Klub debütierte.
Im August 2023 wechselte Musah nach Italien zur AC Mailand.

### Nationalmannschaft
Musah war berechtigt, für die Vereinigten Staaten, Ghana, Italien (nach zehnjährigem Aufenthalt im Land) und England zu spielen. Zwischen 2016 und 2019 durchlief er die englischen Juniorennationalmannschaften von der U15 bis zur U18. Anschließend entschied er sich, für die A-Nationalmannschaft der Vereinigten Staaten zu spielen, und debütierte dort am 12. November 2020 in einem Freundschaftsspiel gegen Wales. Als Ersatzspieler gehörte er im Juni 2021 dem Mannschaftskader für die Finalspiele der CONCACAF Nations League 2019–21 an, die die Mannschaft für sich entscheiden konnte; für den anschließenden Gold Cup wurde er jedoch nicht berücksichtigt. Ab Oktober 2021 bestritt er die WM-Qualifikation als Stammspieler und wurde Ende 2022 von Trainer Gregg Berhalter in den amerikanischen Kader für die Weltmeisterschaft 2022 einberufen. Bei der WM stand Musah in allen vier Spielen in der Startaufstellung und die USA erreichten das Achtelfinale, in welchem die Auswahlmannschaft mit 1:3 gegen die Niederlande verlor. Im Sommer 2023 gewann er im Finale gegen Kanada zum zweiten Mal die Nations League und gehörte wie bereits 2021 im Anschluss nicht dem Kader für den Gold Cup an. Ende März 2024 folgte gegen Mexiko der dritte Gewinn der CONCACAF Nations League.

## Erfolge
- CONCACAF-Nations-League-Sieger (3): 2019–21, 2022/23, 2023/24
- Italienischer Superpokalsieger: 2024/25 (AC Mailand)
- Amerikas Nachwuchsfußballer des Jahres: 2022[11]